# 凱格爾運動
凱格爾運動（英語：Kegel exercise），又稱骨盆運動（英語：pelvic floor exercise），於1948年由美國阿諾·凱格爾醫生公布，藉由重複縮放部分的骨盆底肌肉進行，用以幫助懷孕婦人準備生產，降低尿失禁、婦女的產後尿失禁以及男性早洩的問題，也能夠增進阴茎的勃起硬度等級。
為了輔助凱格爾運動，有許多工具製造出來，惟均無效用。

## 說明
凱格爾運動的目的在於藉著伸展骨盆底的恥骨尾骨肌來增強肌肉張力。
凱格爾運動是一個對懷孕婦女的處方指定運動，用來讓骨盆底做好諸如懷孕後期和生產所造成之生理壓力的準備。
凱格爾運動被認為是對女性治療陰道脫垂以及預防子宮脫垂的好方法，以及治療男性的前列腺疼痛、良性前列腺增生症腫大和前列腺炎。
凱格爾運動也對於治療男、女性的尿失禁有所幫助，也能增進性滿足以及幫助減少早發性射精。藉由恥骨尾骨肌進行的動作包括中斷尿流和縮肛停止排便。重複進行如此的肌肉動作能增強恥骨尾骨肌。減緩或中斷尿流的動作可以用作矯正骨盆底運動技巧的測驗，但不該用來作常規練習以避免尿瀦留。
圖片中顯示骨盆底肌（提肛肌）的組成肌群，包括恥骨尾骨肌、恥骨直腸肌和髂股尾骨肌當作同一塊肌肉來收縮和放鬆。因此骨盆底運動牽涉到整個恥骨尾骨肌，而非單獨的恥骨直腸肌。骨盆底運動也可對大便失禁和骨盆器官脫垂的問題有所幫助。

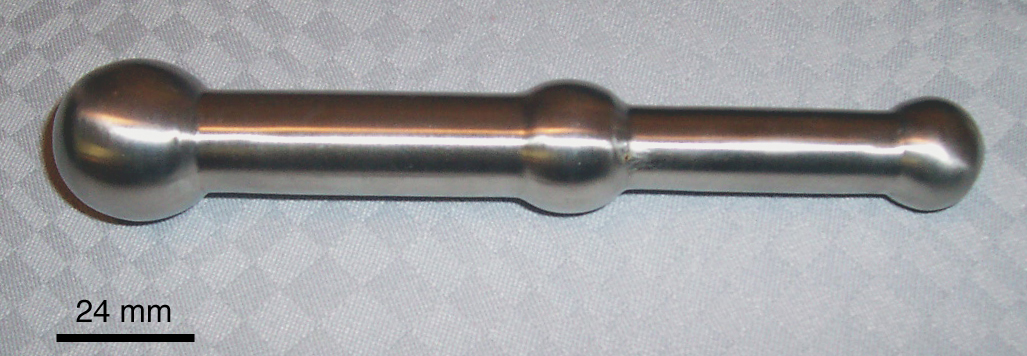
凱格爾運動器具

## 外部連結
- Judith Florendo, PT. Kegels De-Mystified for Women. A Healthy Balance (National Association for Continence) Fall 2008 Vol 26 No 3
- MayoClinic.com. Kegel exercises: how to strengthen pelvic floor muscles（页面存档备份，存于）
- Video on Kegel exercises for men（页面存档备份，存于） to prevent erectile dysfunction from Channel 4's The Sex Education Show
- Kegel Exercises: Treating Male Urinary Incontinence（页面存档备份，存于）